# Municipio de Dallas (condado de St. Clair)
Dallas Township es una subdivisión territorial del condado de St. Clair, Misuri, Estados Unidos. Según el censo de 2020, tiene una población de 424 habitantes.
Tiene un código de clase Z1, que indica que no está en funcionamiento (non-functioning county subdivision).

## Geografía
La subdivisión está ubicada en las coordenadas 37°57′34″N 93°33′57″O / 37.95944, -93.56583. Según la Oficina del Censo, tiene una superficie total de 95.64 km², de los cuales 95.21 km² corresponden a tierra firme y 0.43 km² están cubiertos de agua.

## Demografía
Según el censo de 2020, hay 424 personas residiendo en la zona. La densidad de población es de 4.45 hab./km². El 91.98 % de los habitantes son blancos, el 0.24 % es afroamericano, el 0.94 % son asiáticos, el 0.94 % son de otras razas y el 5.90 % son de una mezcla de razas. Del total de la población, el 4.25 % son hispanos o latinos de cualquier raza.